# Сальтерас
Сальтерас (ісп. Salteras) — муніципалітет в Іспанії, у складі автономної спільноти Андалусія, у провінції Севілья. Населення — 5177 осіб (2010).
Муніципалітет розташований на відстані близько 390 км на південний захід від Мадрида, 10 км на захід від Севільї.
На території муніципалітету розташовані такі населені пункти: (дані про населення за 2010 рік)
- Сентро-де-Комарка-Норте: 17 осіб
- Сальтерас: 5160 осіб

## Демографія
Динаміка населення (INE ):